# Плесса
Плесса (нем. Plessa) — община в Германии, в земле Бранденбург.
Входит в состав района Эльба-Эльстер. Подчиняется управлению Плесса. Население составляет 2887 человек (на 31 декабря 2010 года). Занимает площадь 52,42 км².
Коммуна подразделяется на 2 сельских округа.
| Год  | Население |
| ---- | --------- |
| 2005 | 3316      |
| 2010 | 2921      |

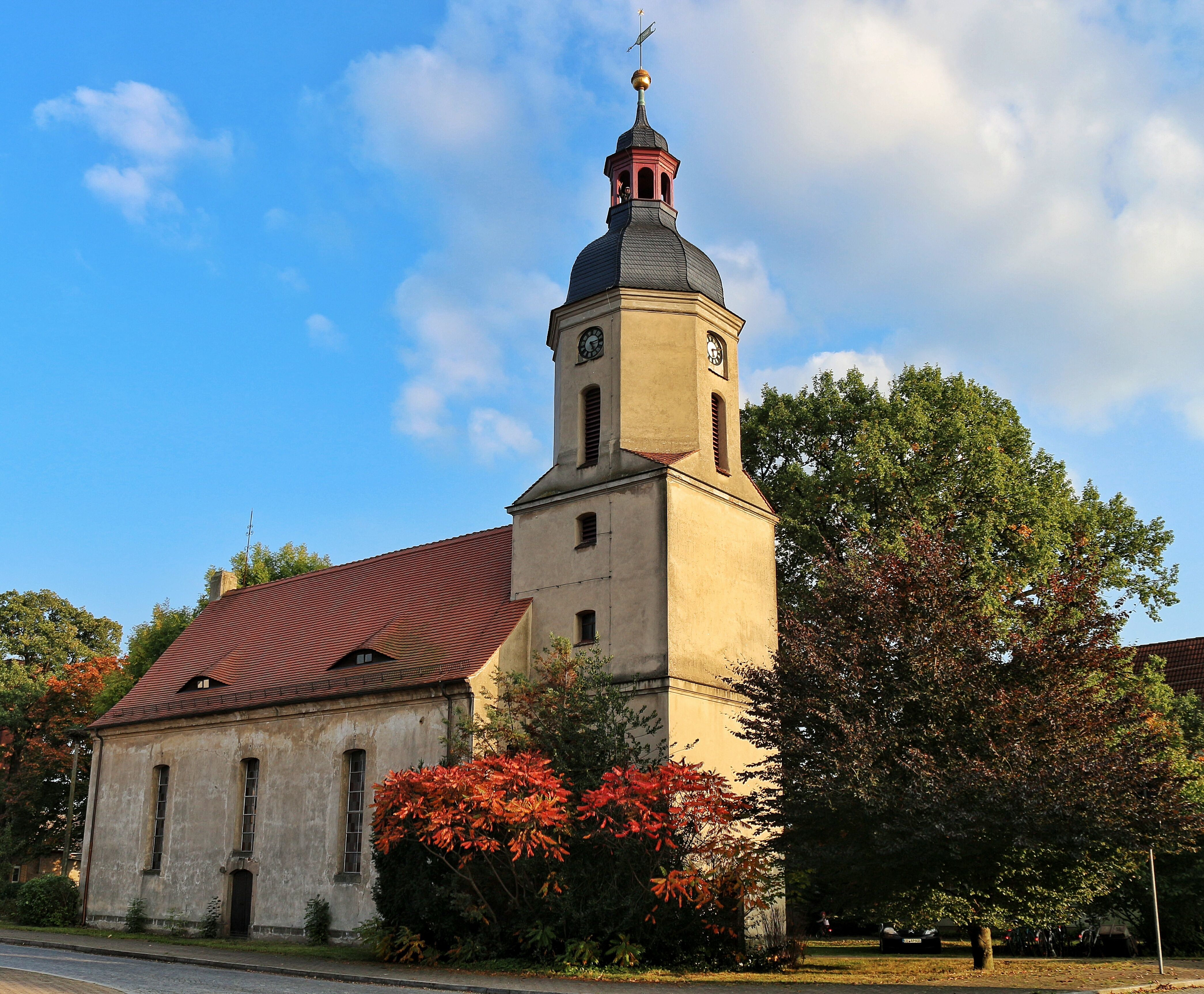
Dorfkirche Plessa
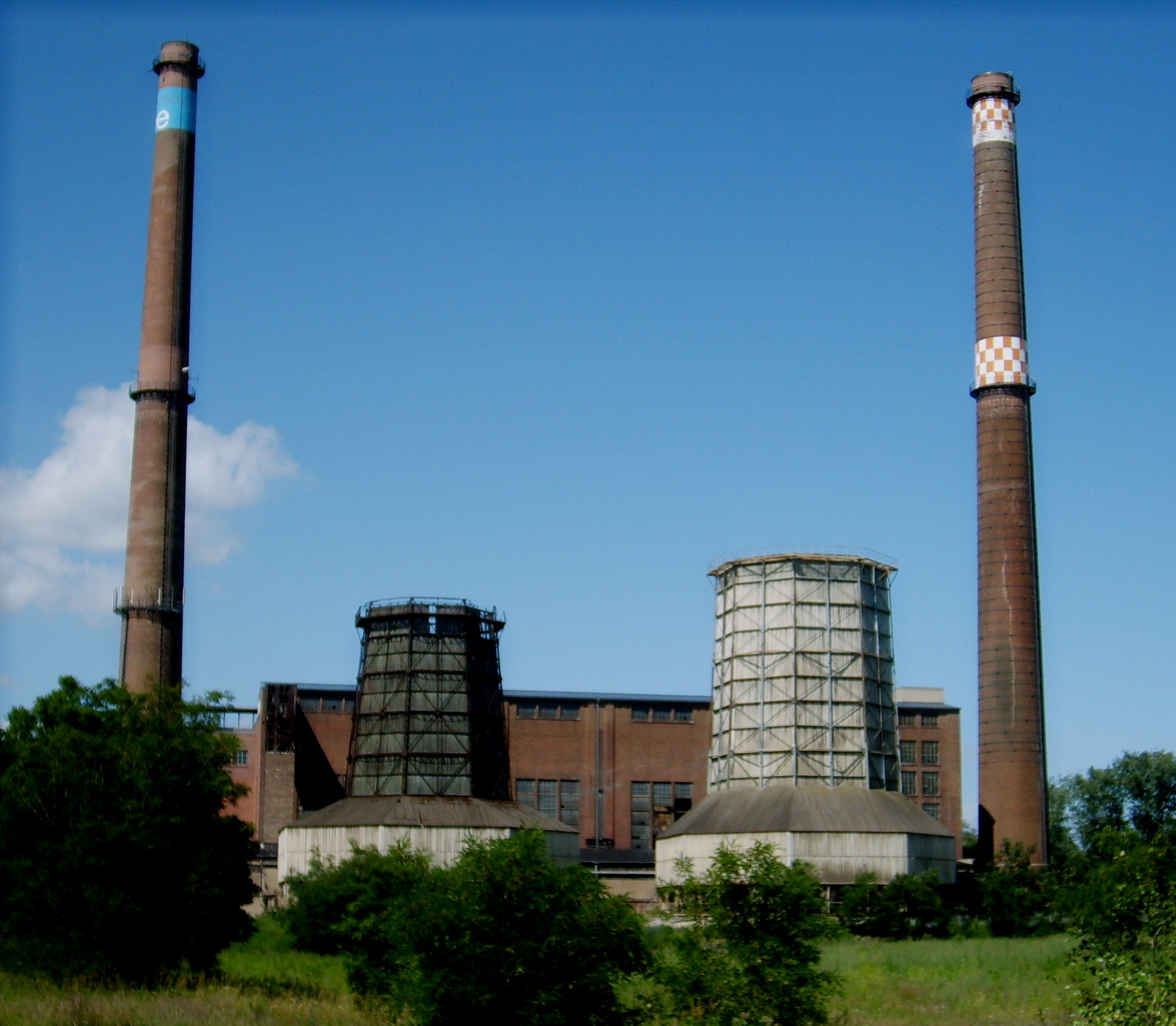
Kraftwerk Plessa
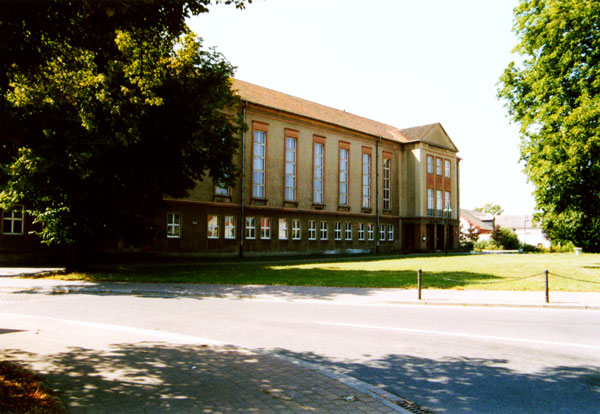
Kulturhaus Plessa
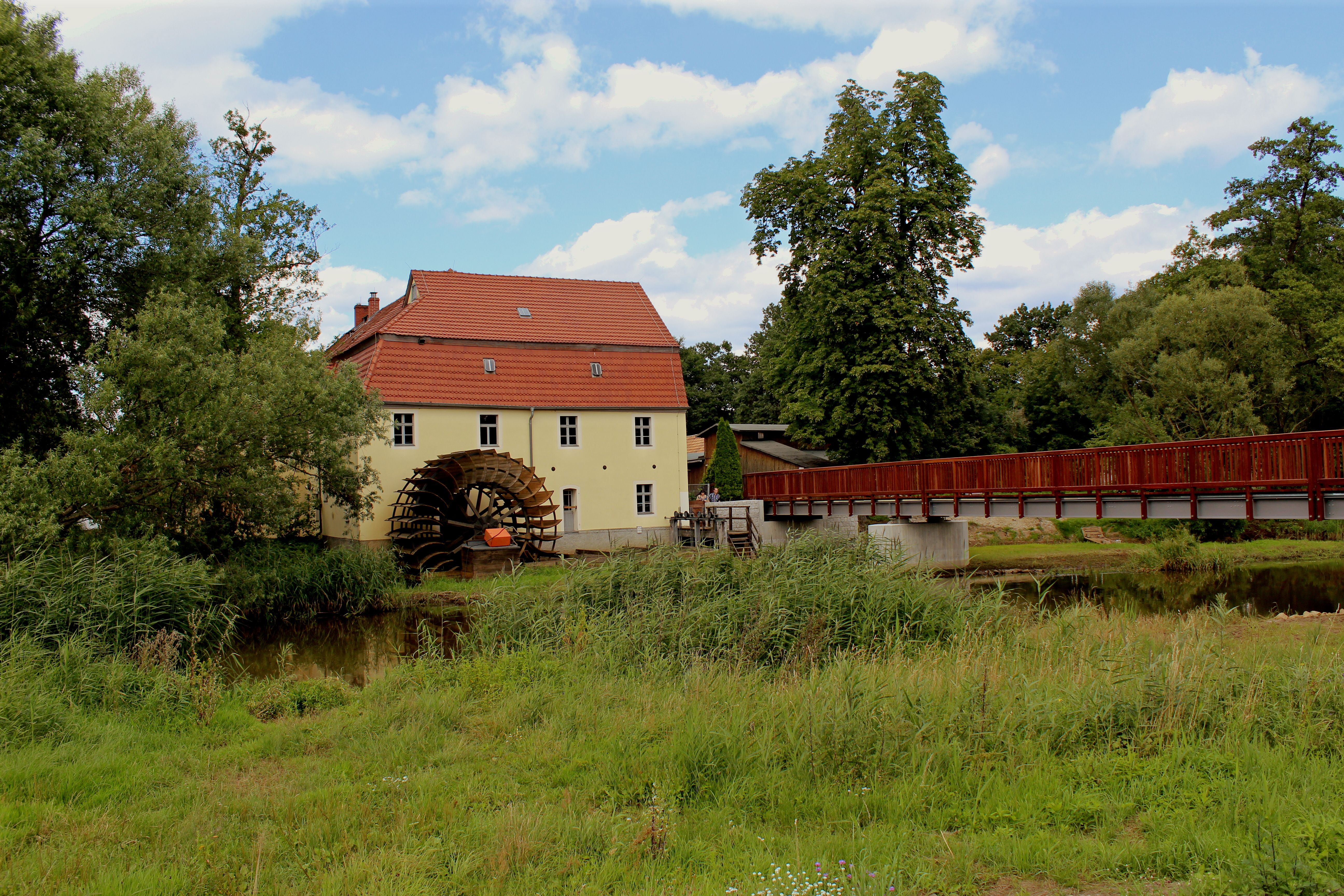
Elstermühle